# 中川邊站

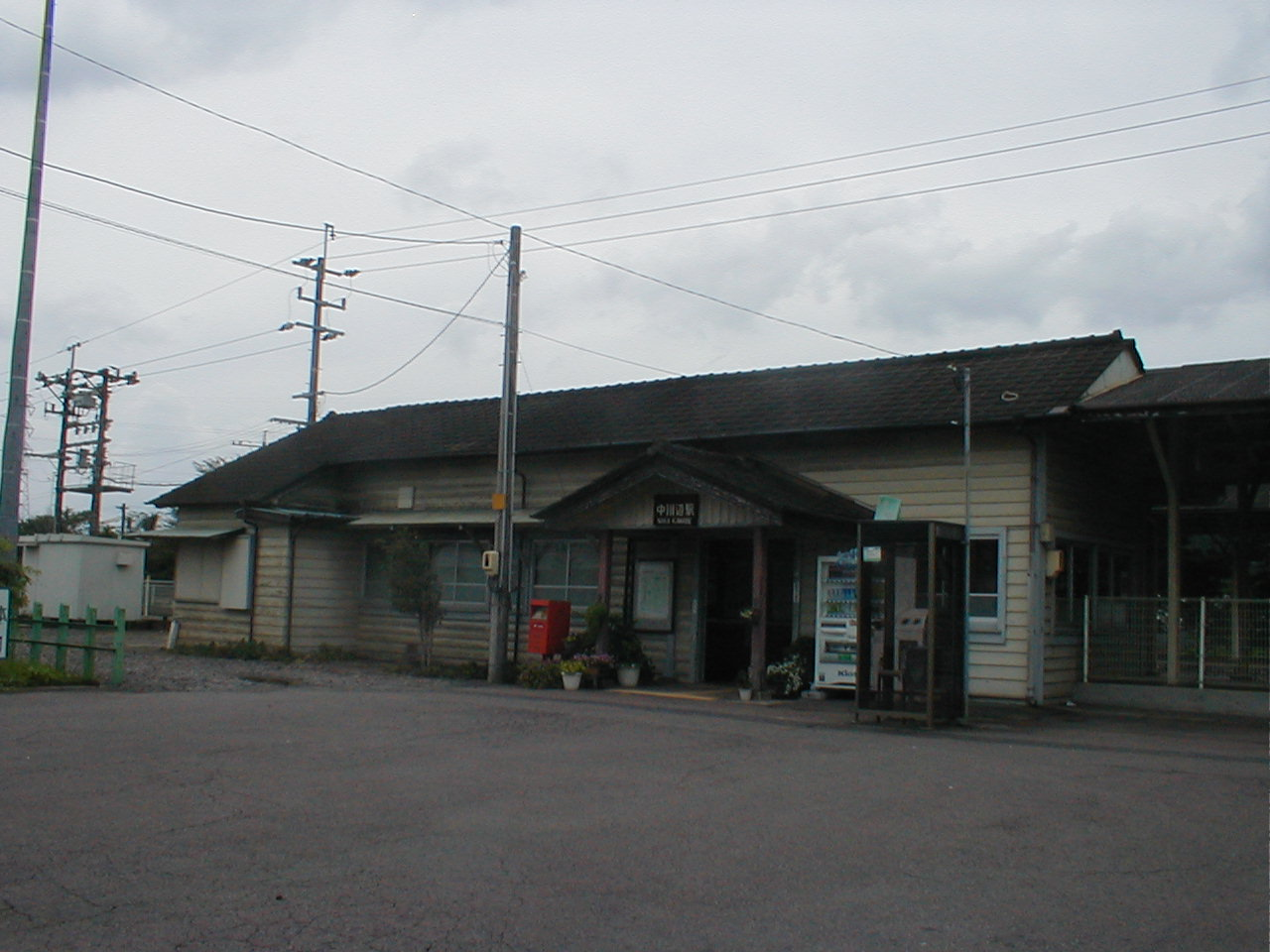
舊車站大樓 (2009年)

中川邊站（日语：／ Naka-kawabe eki */?）是位於岐阜縣加茂郡川邊町中川邊470號，東海旅客鐵道（JR東海）的高山本線車站。

## 歷史
- 1922年（大正11年）11月25日 - 高山線（在1934年改名為高山本線）美濃太田站至下麻生站之間開通，此站啟用。為旅客和貨物車站。
- 1973年（昭和48年）4月20日 - 結束貨物起卸業務。
- 1985年（昭和60年）4月1日 - 成為無人車站。但是有部分時期曾經設有來自美濃太田站的職員前往此站售票。
- 1987年（昭和62年）4月1日 - 伴隨國鐵分割民營化，車站由東海旅客鐵道（JR東海）營運。
- 2015年（平成27年）1月10日 - 新候車室開始使用。

## 車站構造
車站是一座地面車站，設有2面2線相對式月台，可進行列車交會。通過列車可高速通過（110km/h），轉轍器為Y字形。兩月台之間設有跨線橋連接。
此站是由美濃太田站管理的無人車站。此站沒有廁所和自動售票機。

### 月台
| 月台 | 路線     | 上下行 | 方向               |
| ---- | -------- | ------ | ------------------ |
| 1    | 高山本線 | 上行   | 美濃太田、岐阜方向 |
| 2    | 高山本線 | 下行   | 下呂、高山方向     |

## 車站周邊

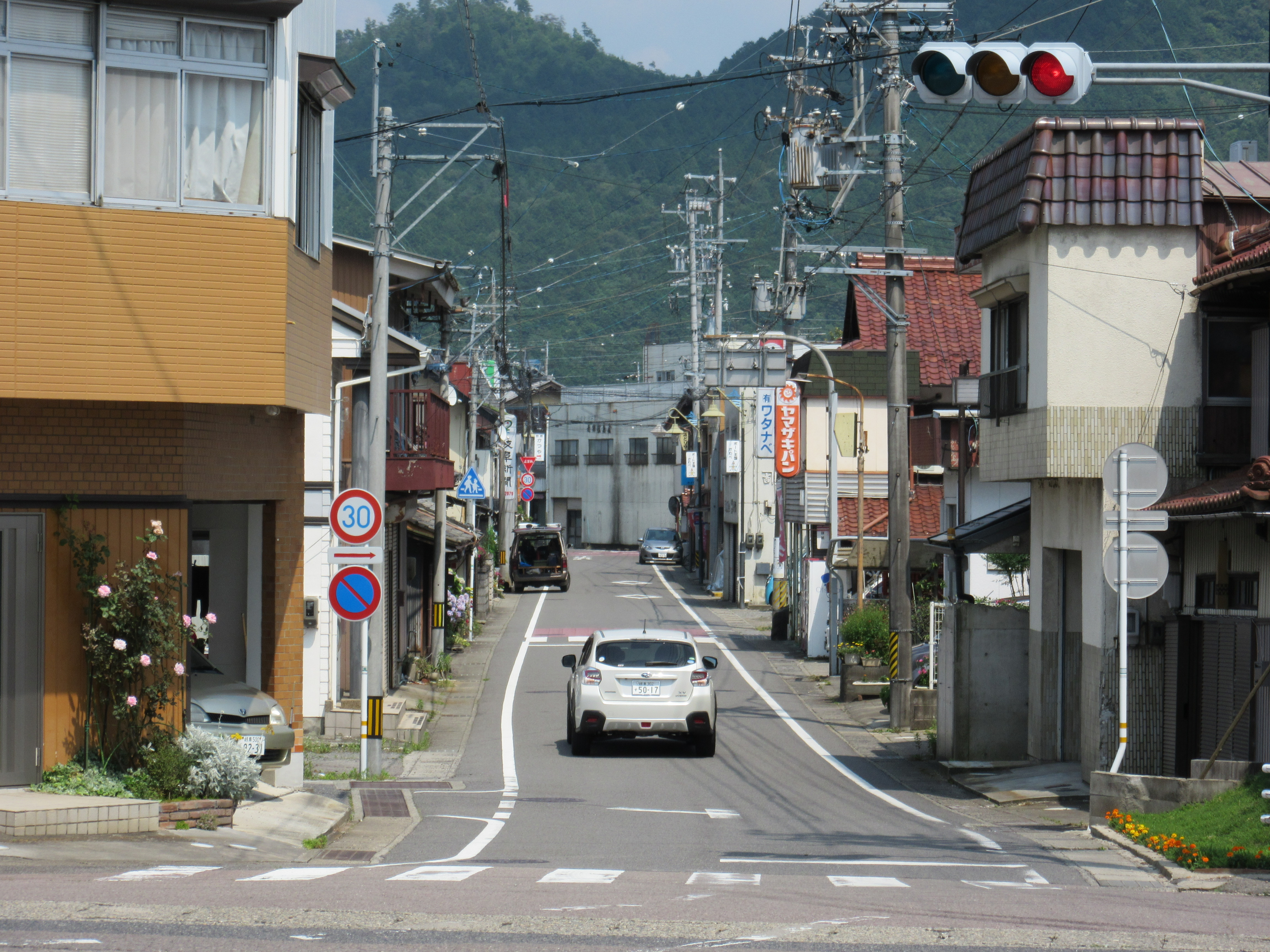
中川邊站前

車站位於川邊町中心附近，設有住宅和古老商店街。站前設有前往八百津町方向和Piago川邊店的社區巴士（社區巴士802），每日共有4往返班次。
- 川邊町公所
- 加茂警署（日语：加茂警察署 (岐阜県)）川邊派出所
- Piago川邊店
- 東濃信用金庫（日语：東濃信用金庫）川邊分店
- 大垣共立銀行（日语：大垣共立銀行）川邊分店
- 国道41号旧道（岐阜縣道371號美濃加茂川邊線（日语：岐阜県道371号美濃加茂川辺線））
- 飛驒川（日语：飛騨川）

## 相鄰車站
東海旅客鐵道（JR東海）
 高山本線
古井－中川邊－下麻生

## 注腳
1. ↑  JR東海移動等便利化取組報告書
2. 1 2  採用車站時間表的方向資訊。詳情參見JR東海官方網站的各站時間表 （页面存档备份，存于）（截至2015年1月）。